# Métodos sísmicos
Los métodos sísmicos son un tipo de método geofísico, y constituyen pruebas realizadas para la determinación de las características geotécnicas de un terreno, como parte de las técnicas de reconocimiento de un reconocimiento geotécnico  .
Las ondas sísmicas que atraviesan un terreno pueden ser:
- Longitudinales o de compresión.
- Transversales o de cizallamiento.
- Superficiales.

La velocidad de propagación de las ondas sísmicas en el terreno depende de sus características de deformabilidad. En la hipótesis de suponer un comportamiento elástico para el terreno, la velocidad de las ondas longitudinales y transversales es función del módulo elástico y del coeficiente de Poisson (ambos dinámicos), por lo que con ambas expresiones pueden obtenerse dichos parámetros.
Las ondas longitudinales (Ondas P) son más rápidas que las transversales (Ondas S), lo que dificulta la detección de estas últimas en campo. Por ello, en general se obtiene el módulo elástico a partir de la velocidad longitudinal, estableciendo hipótesis respecto al valor del coeficiente de Poisson. El módulo dinámico tiene un valor mayor que el estático, ya que se obtiene para incrementos tensionales pequeños como son los producidos por ondas sísmicas. La relación entre el módulo dinámico y el estático se considera normalmente de 4, pero el rango puede estar entre 1 y 20.
El método sísmico de refracción se basa, tanto en el hecho de la diferencia de velocidad de la onda sísmica en los distintos terrenos, como en que las ondas al cruzar la frontera entre dos tipos de terreno distinto sufren refracción, (al igual que sucede con las ondas de luz), cambiando su dirección en un ángulo cuyo valor depende de la relación entre las velocidades de onda de cada terreno.
El impulso generador de la onda puede ser un impacto o una pequeña carga explosiva que se coloca, generalmente, en un punto de la superficie. Mediante geófonos (que son detectores de pequeñas vibraciones en el terreno), dispuestos a distintas distancias del punto de impacto, se mide el momento en que llega la primera onda que alcanza a un determinado geófono. De esta forma se obtiene la velocidad de transmisión.
Cuando se produce el impulso, las ondas se emiten en todas direcciones. Una onda en particular recorre un camino por la superficie del terreno en dirección al geófono (onda directa). Otras ondas descienden con diversos ángulos respecto a la horizontal. Al encontrar un estrato inferior con velocidades sísmicas, la onda se refracta en el plano de contacto entre ambos terrenos.
Existe una dirección de onda que al alcanzar el estrato inferior con un determinado ángulo de incidencia, su refracción se dirige por encima del estrato inferior paralelamente a la frontera entre terrenos. Esta onda, con su nueva dirección, continúa emitiendo energía hacia la superficie con un ángulo de refracción simétrico al de incidencia anterior, por lo que los geófonos pueden llegar a detectarla.
Si la velocidad sísmica del terreno inferior tiene un valor mayor que la del terreno superficial, el tiempo necesario para que la onda refractada alcance un punto de la superficie puede llegar a ser menor que el requerido por la onda directa que viaja superficialmente, aun cuando la longitud del camino sea mayor. Los geófonos cercanos al impulso reciben en primer lugar la onda directa, pero a los que se encuentran a una cierta distancia les alcanza antes la onda refractada.

- Datos: Q6035969